# Маматов, Дмитрий Борисович
Дмитрий Борисович Маматов (1923-1943) — сержант Рабоче-крестьянской Красной Армии, участник Великой Отечественной войны, Герой Советского Союза (1944).

## Биография
Дмитрий Маматов родился 7 марта 1923 года в селе Вострецово (ныне — Красноармейский район Приморского края). После окончания восьми классов школы работал сначала молотобойцем в леспромхозе, затем старателем на прииске. В 1942 году Маматов был призван на службу в Рабоче-крестьянскую Красную Армию. С августа того же года — на фронтах Великой Отечественной войны.
К декабрю 1943 года сержант Дмитрий Маматов командовал пулемётным расчётом 885-го стрелкового полка 290-й стрелковой дивизии 10-й армии Западного фронта. Отличился во время освобождения Могилёвской области Белорусской ССР. 21-27 декабря 1943 года расчёт Маматова принимал активное участие в боях за расширение плацдарма на западном берегу реки Проня в районе деревни Скварск Чаусского района, отразив десять немецких контратак. В тех боях Маматов два раза был ранен, но не покинул своего поста, продолжая вести огонь. 27 декабря 1943 года Маматов погиб в бою. Похоронен в деревне Быново Чаусского района.
Указом Президиума Верховного Совета СССР от 23 июля 1944 года сержант Дмитрий Маматов посмертно был удостоен высокого звания Героя Советского Союза. Также посмертно был награждён орденом Ленина.
В честь Маматова названы улицы в Вострецово и посёлке Ольга Приморского края.